# Nick Menza
Nick Menza, właśc. Nicholas Menza (ur. 23 lipca 1964 w Monachium, zm. 21 maja 2016 w Los Angeles) – amerykański perkusista.

## Życiorys
Syn saksofonisty jazzowego Dona Menzy. Nick Menza znany jest przede wszystkim z wieloletnich występów w zespole Megadeth, którego był członkiem w latach 1989-1998 oraz przez krótki okres w 2004 roku. Należał do tzw. klasycznego składu tejże formacji, u boku jej lidera, gitarzysty i wokalisty Dave’a Mustaine'a, basisty Dave’a Ellefsona oraz gitarzysty Marty'ego Friedmana. Muzyk współpracował ponadto z takimi zespołami jak: Chodle's Trunk, Fear Assembly (Mindstreem), Memorain, Orphaned to Hatred, Deltanaut, OHM: oraz Atomic Disintegrator. Tworzył ponadto w ramach autorskiego projektu pod nazwą Menza.
Poza działalnością artystyczną Menza pracował jako cieśla. W 2007 roku w trakcie prac przy pomocy piły tarczowej doznał ciężkiego uszkodzenia przedramienia. Muzyk przeszedł operację oraz długotrwałą rehabilitację, w efekcie odzyskując sprawność fizyczną.
21 maja 2016 roku trakcie występu wraz z zespołem OHM: w klubie Baked Potato w Los Angeles muzyk zasłabł, po przetransportowaniu do lokalnego szpitala stwierdzono zgon. Przyczyną śmierci perkusisty była choroba układu krążenia. Miał 51 lat.

## Dyskografia
| - Megadeth – Rust in Peace (1990, Capitol Records) - Marty Friedman – Scenes (1992, Shrapnel Records) - Megadeth – Countdown to Extinction (1992, Capitol Records) - Marty Friedman – Introduction (1994, Shrapnel Records) - Megadeth – Youthanasia (1994, Capitol Records) - Marty Friedman – True Obsessions (1996, Shrapnel Records) - Megadeth – Cryptic Writings (1997, Capitol Records) |  | - Masahiro Andoh – Gran Turismo Original Game Soundtrack (1998, Sony) - Fireball Ministry – Où Est La Rock? (1999, Bong Load Records) - Megadeth – Capitol Punishment: The Megadeth Years (2000, Capitol Records) - Megadeth – Greatest Hits: Back to the Start (2005, Capitol Records) - Memorain – Reduced to Ashes (2006, EMI) - Megadeth – Warchest (2007, Capitol Records) - Megadeth – Anthology: Set the World Afire (2008, Capitol Records) |